# Młodzieżowe Indywidualne Mistrzostwa Polski na Żużlu 2010
Młodzieżowe Indywidualne Mistrzostwa Polski na Żużlu 2010 – zawody żużlowe, mające na celu wyłonienie medalistów młodzieżowych indywidualnych mistrzostw Polski w sezonie 2010. Rozegrano dwa turnieje półfinałowe oraz finał, w którym zwyciężył Maciej Janowski.

## Finał
- Toruń, 11 września 2010
- Sędzia: Ryszard Bryła

| Msc. | Zawodnik              | Klub         | Pkt |             |  |
| ---- | --------------------- | ------------ | --- | ----------- |  |
| 1    | Maciej Janowski       | Wrocław      | 15  | (3,3,3,3,3) |  |
| 2    | Przemysław Pawlicki   | Gorzów Wlkp. | 14  | (3,3,3,3,2) |  |
| 3    | Kacper Gomólski       | Gniezno      | 12  | (3,3,3,3,u) |  |
| 4    | Mateusz Kowalczyk     | Łódź         | 9   | (d,2,1,3,3) |  |
| 5    | Mikołaj Curyło        | Bydgoszcz    | 9   | (0,3,3,2,1) |  |
| 6    | Emil Pulczyński       | Toruń        | 9   | (3,1,2,1,2) |  |
| 7    | Emil Idziorek         | Łódź         | 8   | (1,2,2,0,3) |  |
| 8    | Mateusz Lampkowski    | Gdańsk       | 8   | (2,0,2,2,2) |  |
| 9    | Rafał Fleger          | Rybnik       | 7   | (1,1,d,2,3) |  |
| 10   | Artur Mroczka         | Grudziądz    | 6   | (0,2,1,2,1) |  |
| 11   | Sławomir Musielak     | Leszno       | 5   | (2,2,1,0,d) |  |
| 12   | Adrian Szewczykowski  | Poznań       | 4   | (2,0,0,0,2) |  |
| 13   | Szymon Kiełbasa       | Tarnów       | 4   | (1,0,2,t,1) |  |
| 14   | Łukasz Sówka          | Zielona Góra | 3   | (2,1,0,0,0) |  |
| 15   | Borys Miturski        | Częstochowa  | 3   | (1,1,0,1,w) |  |
| 16   | Tadeusz Kostro        | Lublin       | 2   | (0,0,1,1,–) |  |
|      | rez. Patryk Dudek     | Zielona Góra | 1   | (1)         |  |
|      | rez. Kamil Pulczyński | Toruń        | 1   | (1)         |  |

Bieg po biegu:
1. Janowski, Szewczykowski, Idziorek, Kowalczyk (d3)
2. Gomólski, Lampkowski, Kiełbasa, Kostro
3. E.Pulczyński, Sówka, Miturski, Curyło
4. Pawlicki, Musielak, Fleger, Mroczka
5. Pawlicki, Kowalczyk, Miturski, Kiełbasa
6. Gomólski, Musielak, Sówka, Szewczykowski
7. Janowski, Mroczka, E.Pulczyński, Kostro
8. Curyło, Idziorek, Fleger, Lampkowski
9. Gomólski, E.Pulczyński, Kowalczyk, Fleger (d4)
10. Curyło, Kiełbasa, Mroczka, Szewczykowski
11. Janowski, Lampkowski, Musielak, Miturski
12. Pawlicki, Idziorek, Kostro, Sówka
13. Kowalczyk, Curyło, Kostro, Musielak
14. Pawlicki, Lampkowski, E.Pulczyński, Szewczykowski
15. Janowski, Fleger, Dudek (Kiełbasa t), Sówka
16. Gomólski, Mroczka, Miturski, Idziorek
17. Kowalczyk, Lampkowski, Mroczka, Sówka
18. Fleger, Szewczykowski, K.Pulczyński (Kostro u/-), Miturski (w/su)
19. Janowski, Pawlicki, Curyło, Gomólski (u1)
20. Idziorek, E.Pulczyński, Kiełbasa, Musielak (d4)